# Théodore Turquet de Mayerne

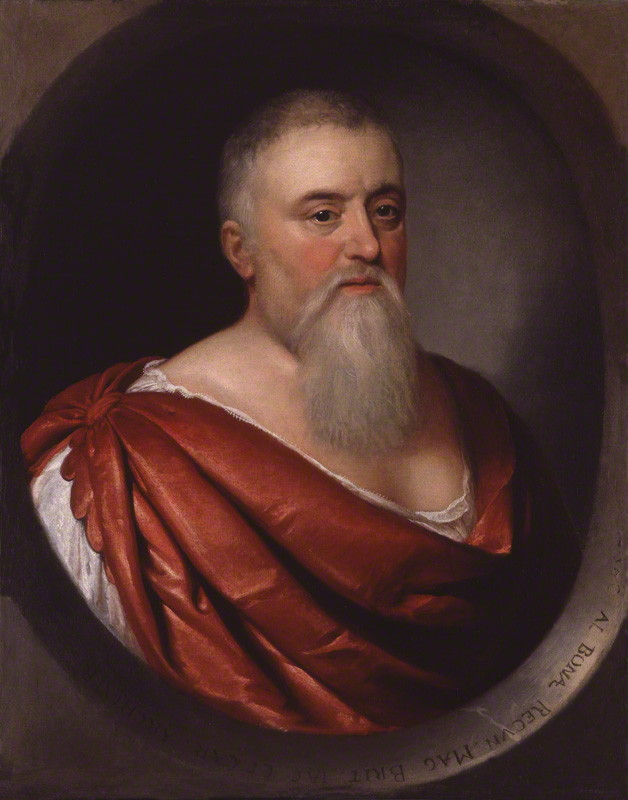
Théodore de Mayerne

Sir Théodore Turquet de Mayerne (engl. auch Theodore Mayhern,* 28. September 1573 in Mayerne bei Genf; † 22. März 1655 in Chelsea, London) war ein Genfer Mediziner, Leibarzt des französischen und englischen Königs.
Turquet de Mayerne stammte aus einer Hugenottenfamilie, die vor Verfolgung aus Frankreich in die Schweiz geflohen war. Theodore Beza war sein Pate. Er studierte in Heidelberg und seit 1592 in Montpellier, wo er am 4. März 1597 in Medizin promoviert wurde. Er war ein Schüler von Joseph Duchesne. Schon damals befasste er sich mit Anwendungen der Chemie in der Medizin im Anschluss an Paracelsus (Iatrochemie). 1600 liess er sich als Arzt in Paris nieder und wurde 1600 Leibarzt des französischen Königs Heinrich IV. Unter anderem behandelte er den späteren Kardinal Richelieu 1605 gegen Gonorrhoe. Er lehrte den Gebrauch von Quecksilber, Zinn, Eisen und Antimon-Verbindungen, bis die Medizinische Fakultät 1603 diese Art Medikamente verbot, besonders wegen übermäßiger Anwendung von Antimon, aber die ganze alchemistische und Paracelsus-Richtung passte den Pariser Medizinern nicht, da sie ihrer Meinung zufolge von der Lehre Galens abwich, und sie verurteilten De Mayerne und seinen Lehrer Duchesne (Quercetanus). De Mayerne antwortete mit der einzigen zu seinen Lebzeiten veröffentlichten von ihm verfassten medizinischen Schrift. Er war in der Gunst des Königs und war dessen Arzt, die Königin verhinderte wegen seines protestantischen Glaubens aber die Anstellung als Leibarzt. 1606 verkaufte er auch den Posten eines Hofarztes. Nach der Ermordung von Heinrich IV. 1610 ging er 1611 nach England, wo er Leibarzt des englischen Königs Jakob I. war und andere hochgestellte Persönlichkeiten (wie Robert Cecil, später u. a. John Donne, Oliver Cromwell) behandelte. Schon 1606 war er kurz in England und behandelte die Königin Anna von Dänemark und den Kronprinzen, über dessen Tod an Typhus er einen detaillierten offiziellen Bericht verfasste (einer seiner detaillierten Fallberichte, die ihn für die Medizinhistorie interessant machen). Auch unter König Karl I. blieb er Hofarzt und kurz unter Karl II., zog sich aber bald nach dessen Regierungsantritt zurück. Er liegt in St. Martin-in-the-Fields begraben, wo sich ein Grabmonument befindet.
1616 wurde er Fellow des Royal College of Physicians und 1624 als Knight Bachelor geadelt. Er unterstützte die Royal Society of Apothecaries im Erhalt königlicher Patronage und Privilegien. Er war auch Gründer der Company of Distillers.
1620 entdeckte er beim Auflösen von Eisen in verdünnter Schwefelsäure Knallgas (Wasserstoff), das heisst eine luftförmige entzündbare Substanz. Veröffentlicht wurde dies 1700 in der von ihm initiierten Pharmacopeia (dem Verzeichnis aller Medikamente in England). Er führte Quecksilber(I)-chlorid (Calomel) in die Medizin ein (besonders gegen Syphilis) und beschrieb das zugehörige Mineral (Kalomel).
Er befasste sich auch mit Farben für die Malerei und beriet darin Peter Paul Rubens, Anthonis van Dyck und andere Maler. Die Rezepte sammelte er im sogenannten Mayerne-Manuskript, das auch Informationen von verschiedenen Malern enthält.
Nach der Pest 1630 schlug er ein öffentliches Gesundheitswesen in Großbritannien vor. Seine medizinischen Aufzeichnungen wurden 1690 als Praxis medica von Theodore de Vaux, seinem Patenkind, veröffentlicht. Mayerne gab postum das Werk über Insekten von Thomas Muffet heraus.
Er war zweimal verheiratet, in erster Ehe mit Marguerite de Boetslaer, mit der er drei Kinder hatte (sie starb 1628), in zweiter Ehe ab 1630 mit Elizabeth Joachimi, mit der er fünf Kinder hatte, von denen ihn nur eine Tochter überlebte.